# Mariana Briski
Mariana Briski (ur. 14 września 1965 w Cordobie, zm. 14 sierpnia 2014) – argentyńska aktorka filmowa i telewizyjna.

## Życiorys
Była wnuczką aktora Philipa Briskiego i siostrzenicą aktora Normana Briskiego. Po ukończeniu liceum i przeniosła się do Buenos Aires, aby tam studiować aktorstwo w Państwowej Wyższej Szkole Teatralnej. Zagrała w kilku filmach i serialach. W 2004 roku zdiagnozowano u niej raka piersi.

## Filmografia
seriale
- 2000: Primicias jako Yamila
- 2001: Poné a Francella
- 2003: Resistiré jako Cristina
- 2004: Los Secretos de papá jako Vilma
- 2006: Chiquititas sin fin jako Teresa Teresita Gómez

film
- 1985: Los Dias de junio
- 1997: Comodines jako Silvia
- 2002: Sabés nadar? jako Lila
- 2004: El Favor jako Faustina
- 2004: No Sos Vos, Soy Yo jako Laura
- 2005: Wiatr jako Gaby
- 2008: Motivos para no enamorarse
- 2011: Salsipuedes jako Matka
- 2011: Palec jako Franca